# Nicola Rizzoli
Nicola Rizzoli (Mirandola, 1971. október 5. –) olasz nemzetközi labdarúgó-játékvezető. Polgári foglalkozása építész.

## Pályafutása
Játékvezetésből 1988-ban Modenában vizsgázott. A Modena megye labdarúgó-szövetsége által üzemeltetett bajnokságokban kezdte sportszolgálatát.
Az FIGC Játékvezető Bizottságának (JB) minősítésével 1998-tól a Serie C2, 2001-től a Serie B, 2002-től a Serie A játékvezetője. 2010-től csak a Serie A bajnokságban tevékenykedik. Serie C mérkőzéseinek száma: 33. Serie B mérkőzéseinek száma (2010): 24. Serie A mérkőzéseinek száma (2010): 129. Vezetett kupadöntők száma: 2.
| Időpont           | Helyszín                     | Mérkőzés típusa        | Mérkőzés                   | Eredmény |
| ----------------- | ---------------------------- | ---------------------- | -------------------------- | -------- |
| 2002. április 14. | Renato Curi Stadion, Perugia | első Serie A mérkőzése | Perugia Calcio–SSC Venezia | 0 – 2    |

A FIGC JB küldésére több kupadöntőt irányított.
| Időpont            | Helyszín                        | Mérkőzés típusa                  | Mérkőzés                          | Eredmény | Nézők száma |
| ------------------ | ------------------------------- | -------------------------------- | --------------------------------- | -------- | ----------- |
| 2010. május 5.     | Olimpiai Stadion, Róma          | Olasz labdarúgókupa döntő        | FC Internazionale Milano–Roma     | 1 – 0    |             |
| 2011. augusztus 6. | Pekingi Nemzeti Stadion, Peking | Olasz labdarúgó-szuperkupa döntő | AC Milan–FC Internazionale Milano | 2 – 1    | 70 000      |

Az Olasz labdarúgó-szövetség JB terjesztette fel nemzetközi játékvezetőnek, a Nemzetközi Labdarúgó-szövetség (FIFA) 2007-től tartja nyilván bírói keretében. A FIFA JB központi nyelvei közül az angolt beszéli. Roberto Rosetti visszavonulásával megnyílt előtte a nemzetközi tevékenység lehetősége. Több nemzetek közötti válogatott (Labdarúgó-világbajnokság, Labdarúgó-Európa-bajnokság), valamint Intertotó-kupa, UEFA-kupa,  Európa-liga és UEFA-bajnokok ligája klubmérkőzést vezetett, vagy működő társának 4. bíróként segített. Az UEFA JB 2009-től az elit játékvezetők osztályába emelte. Az olasz nemzetközi játékvezetők rangsorában, a világbajnokság-Európa-bajnokság sorrendjében a 2. helyet foglalja el 27 találkozó szolgálatával. Európában a legtöbb válogatott mérkőzést vezetők rangsorában többed magával, 33 (2007. szeptember 12.–2016. június 18.) találkozóval tartják nyilván. Vezetett kupadöntők száma: 2.
A 2013-as U20-as labdarúgó-világbajnokságon a FIFA JB hivatalnoki feladatokkal foglalkoztatta.
| Időpont          | Helyszín                      | Mérkőzés típusa              | Mérkőzés        | Eredmény | Nézők száma |
| ---------------- | ----------------------------- | ---------------------------- | --------------- | -------- | ----------- |
| 2013. június 25. | Kamil Ocak Stadion, Gaziantep | csoportmérkőzés (D. csoport) | Mexikó–Paraguay | 0 – 1    | 1200        |
| 2013. július 7.  | Türk Telekom Arena, Isztambul | egyik negyeddöntő            | Ghána–Chile     | 4 – 3    | 6632        |

A 2010-es labdarúgó-világbajnokságon, valamint a 2014-es labdarúgó-világbajnokságon a FIFA JB játékvezetőként alkalmazta. 2012-ben a FIFA JB bejelentette, hogy a brazil labdarúgó-világbajnokság lehetséges játékvezetőinek átmeneti listájára jelölte. Selejtező mérkőzéseket az UEFA zónában vezetett.  A 2014-es, a 20. világbajnokság döntőjét 15. európaiként, 3. olaszként vezethette. Világbajnokságon vezetett mérkőzéseinek száma: 4.
| Időpont             | Helyszín                                    | Mérkőzés típusa                     | Mérkőzés                                                  | Eredmény | Nézők száma |
| ------------------- | ------------------------------------------- | ----------------------------------- | --------------------------------------------------------- | -------- | ----------- |
| 2008. szeptember 6. | Ukrajna Stadion, Lviv                       | (2010 vb) előselejtező (6. csoport) | Ukrajna–Fehéroroszország                                  | 1 – 0    | 24 000      |
| 2009. szeptember 5. | Népstadion, Budapest                        | (2010 vb) előselejtező (1. csoport) | Magyarország–Svédország                                   | 1 – 2    | 40 169      |
| 2009. október 10.   | A.Le Coq Stadion, Tallinn                   | (2010 vb) előselejtező (5. csoport) | Észtország–Bosznia-Hercegovina                            | 0 – 2    | 6 450       |
| 2012. október 12.   | Aviva Stadion, Dublin                       | (2014 vb) előselejtező (C. csoport) | Írország–Németország                                      | 1 – 6    | 49 850      |
| 2013. szeptember 6. | Bilino Polje Stadion, Zenica                | (2014 vb) előselejtező (G. csoport) | Bosznia-hercegovinai labdarúgó-válogatott–Szlovákia       | 0 – 1    | 15 000      |
| 2013. október 11.   | A. Le Coq Arena Stadion, Tallinn            | (2014 vb) előselejtező (D. csoport) | Észt labdarúgó-válogatott–Törökország                     | 0 – 2    | 8572        |
| 2013. november 15.  | Estádio da Luz, Lisszabon                   | (2014 vb) rájátszás                 | Portugália–Svéd labdarúgó-válogatott                      | 1 – 0    | 61 467      |
| 2014. június 13.    | Fonte Nova Stadion, Salvador                | csoportmérkőzés (B. csoport)        | Spanyolország–Hollandia                                   | 1 – 5    | 48 173      |
| 2014. június 25.    | Estádio Beira-Rio, Porto Alegre             | csoportmérkőzés (F. csoport)        | Nigéria–Argentína                                         | 2 – 3    | 43 285      |
| 2014. július 5.     | Estádio Nacional de Brasília, Brazíliaváros | egyik negyeddöntő                   | Argentin labdarúgó-válogatott–Belgium                     | 1 – 0    | 68 551      |
| 2014. július 13.    | Maracanã Stadion, Rio de Janeiro            | döntő                               | Német labdarúgó-válogatott– Argentin labdarúgó-válogatott | 1 – 0    | 74 738      |

A 2008-as labdarúgó-Európa-bajnokságon, a 2012-es labdarúgó-Európa-bajnokságon és a 2016-os labdarúgó-Európa-bajnokságon az UEFA JB játékvezetőként foglalkoztatta. 2012-ben az UEFA JB a 12 fős játékvezetői keretbe delegálta. A 2012-es kontinensviadal történetében először meccsenként négy asszisztens segítette a munkáját.
| Időpont             | Helyszín                       | Mérkőzés típusa                     | Mérkőzés                                                   | Eredmény | Nézők száma |
| ------------------- | ------------------------------ | ----------------------------------- | ---------------------------------------------------------- | -------- | ----------- |
| 2007. október 17.   | PSV Stadion, Eindhoven         | (2008 eb) előselejtező (G. csoport) | Holland labdarúgó-válogatott–Szlovénia                     | 2 – 0    | 35 000      |
| 2010. szeptember 7. | St. Jakob Park Stadion, Bázel  | (2012 eb) előselejtező (G. csoport) | Svájc–Anglia                                               | 1 – 3    | 39 700      |
| 2011. június 3.     | Roi Baudouin Stadion, Brüsszel | (2012 eb) előselejtező (A. csoport) | Belga labdarúgó-válogatott–Török labdarúgó-válogatott      | 1 – 1    | 44 185      |
| 2011. október 11.   | Park Stadion, Koppenhága       | (2012 eb) előselejtező (H. csoport) | Dánia–Portugál labdarúgó-válogatott                        | 2 – 1    | 37 012      |
| 2011. november -15. | Városi Stadion, Podgorica      | (2012 eb) rájátszás                 | Csehország–Montenegró                                      | 0 – 1    | 10 000      |
| 2012. június 11.    | Donbasz Stadion, Doneck        | csoportmérkőzés (D. csoport)        | Franciaország–Angol labdarúgó-válogatott                   | 1 – 1    | 47 400      |
| 2012. június 17.    | Metaliszt Stadion, Harkiv      | csoportmérkőzés (B. csoport)        | Portugál labdarúgó-válogatott–Holland labdarúgó-válogatott | 2 – 1    | 38 633      |
| 2012. június 23.    | Donbasz Stadion, Doneck        | egyik negyeddöntő                   | Spanyol labdarúgó-válogatott–Francia labdarúgó-válogatott  | 2 – 0    | 46 145      |
| 2014. október 9.    | Friends Arena, Solna           | (2016 eb) előselejtező (G. csoport) | Svéd labdarúgó-válogatott–Oroszország                      | 1 – 1    | 49 023      |
| 2014. november 14.  | Karaiszkákisz Stadion, Pireusz | (2016 eb) előselejtező (F. csoport) | Görögország–Feröer                                         | 0 – 1    | 16 821      |
| 2015. június 13.    | Aviva Stadion, Dublin          | (2016 eb) előselejtező (D. csoport) | Ír labdarúgó-válogatott–Skócia                             | 1 – 1    | 49 063      |
| 2015. szeptember 4. | Commerzbank-Arena, Frankfurt   | (2016 eb) előselejtező (D. csoport) | Német labdarúgó-válogatott–Lengyelország                   | 3 – 1    | 48 500      |
| 2015. október 8.    | Elbasan Aréna, Elbasan         | (2016 eb) előselejtező (I. csoport) | Albánia–Szerbia                                            | 0 – 2    | 12 330      |
| 2016. június 11.    | Stade Vélodrome , Marseille    | csoportmérkőzés (B. csoport)        | Angol labdarúgó-válogatott–Orosz labdarúgó-válogatott      | 1 – 1    | 62 343      |
| 2016. június 18.    | Parc des Princes, Párizs       | csoportmérkőzés (F. csoport)        | Portugál labdarúgó-válogatott–Ausztria                     | 0 – 0    | 44 291      |
| 2016. június 26.    | Parc Olympique Lyonnais, Lyon  | egyik nyolcaddöntő                  | Francia labdarúgó-válogatott–Ír labdarúgó-válogatott       | 2 – 1    | 56 279      |
| 2016. július 7.     | Stade Vélodrome , Marseille    | egyik elődöntő                      | Német labdarúgó-válogatott– Francia labdarúgó-válogatott   | 0 – 2    | 64 078      |

Az UEFA JB küldésére irányította az Európa-liga, majd az UEFA-bajnokok ligája döntőt. Az 59. játékvezető – a 7. olasz – aki UEFA-bajnokok ligája döntőt vezetett.
| Időpont         | Helyszín                      | Mérkőzés típusa                         | Mérkőzés                            | Eredmény | Nézők száma |
| --------------- | ----------------------------- | --------------------------------------- | ----------------------------------- | -------- | ----------- |
| 2010. május 12. | HSH Nordbank Stadion, Hamburg | 2009–2010-es Európa-liga döntő          | Atlético de Madrid–Fulham FC        | 2 – 1    | 49 000      |
| 2013. május 25. | Wembley Stadion, London       | 2012–2013-as UEFA-bajnokok ligája döntő | Borussia Dortmund–FC Bayern München | 1 – 2    | 86 298      |

A FIFA JB a  FIFA-klubvilágbajnokságon hivatalnokként foglalkoztatta.
| Időpont            | Helyszín                      | Mérkőzés típusa | Mérkőzés                                          | Eredmény | Nézők száma |
| ------------------ | ----------------------------- | --------------- | ------------------------------------------------- | -------- | ----------- |
| 2011. december 8.  | Gyári Stadion, Toyota Központ | selejtező       | Kasiva Reysol (japán)–Auckland City FC (ausztrál) | 2 – 0    | 18 754      |
| 2011. december 14. | Gyári Stadion, Toyota Központ | egyik elődöntő  | Kasiva Reysol–Santos FC                           | 1 – 3    | 29 173      |

Bolognában 2006-ban az AIA Szekció elnöke. 2007-ben szakmai elfoglaltság miatt lemondott pozíciójáról.
Pályafutásának szakmai sikerei
- 2007-ben az olasz JB az Év Játékvezetője cím mellé a Dr. Giovanni Mauro alapítvány elismerő díjával jutalmazta.
- Az Olasz Labdarúgó-szövetség által alapított díj (Oscar del calcio AIC) az évad legjobb (három) Serie A játékosai, játékvezetőji részére. Kettő másik játékvezető társa mellett négy alkalommal (2011, 2012, 2013, 2014) kapott elismerést.
- 2010-től a Globe Soccer Awards elismerésként, évente ítéli oda a nemzetközi labdarúgásban, a legjobbnak tartott résztvevőknek. Játékvezetőként 2014-ben kapta az elismerő címet.
- A IFFHS (International Federation of Football History & Statistics) 1987-2011 évadokról tartott nemzetközi szavazásán 151, játékvezető besorolásával minden idők 71, legjobb bírójának rangsorolta, holtversenyben Emilio Soriano Aladrén, Arnaldo Coelho társaságában.
- Az IFFHS 2014 és 2015 évi nemzetközi szavazásán a világ legjobb bírójának rangsorolta.